# Акимкин, Василий Геннадьевич
Васи́лий Генна́дьевич Аки́мкин (род. 3 июля 1965) — российский учёный-эпидемиолог. Академик РАН (2016, членкор 2014), член-корреспондент РАМН (2011), доктор медицинских наук, профессор. Главный государственный санитарный врач Министерства обороны Российской Федерации (2007—2010). Директор ФБУН ЦНИИ Эпидемиологии Роспотребнадзора (с 2018), заведующий кафедрой дезинфектологии Первого МГМУ им. И. М. Сеченова (с 2009).
Лауреат премии Правительства Российской Федерации в области науки и техники (2017). Заслуженный врач Российской Федерации (2010).

## Биография
Проучившись четыре курса на лечебном факультете Новосибирского государственного медицинского института, был переведён на военно-медицинский факультет при Томском медицинском институте, и окончил его в 1988 году. В 1994 г. с отличием окончил факультет руководящего медицинского состава Военно-медицинской академии по специальности эпидемиология.
В 1988—1991 гг. проходил службу в армии, врачом учебного центра Киевского военного округа. В 1988 г. участвовал в ликвидации последствий аварии на Чернобыльской АЭС.
В 1994 г. назначен старшим врачом-экспертом эпидемиологического отдела санитарно-эпидемиологической лаборатории 736-го Центра санитарно-эпидемиологического надзора МО РФ.
С 1995 г. в Главном военном клиническом госпитале им. Н. Н. Бурденко прошёл путь от врача-эпидемиолога до заместителя начальника госпиталя по научно-методической работе — начальника научно-методического центра, являлся главным эпидемиологом госпиталя.
Являлся ведущим научным сотрудником лаборатории госпитальных инфекций ЦНИИ эпидемиологии.
С 1999 по 2005 г. профессор кафедры эпидемиологии медико-профилактического факультета послевузовского профессионального образования, а с 2009 заведует кафедрой дезинфектологии, единственной специализированной по данной дисциплине кафедры в Российской Федерации, Института профессионального образования Первого МГМУ им. И. М. Сеченова.
В 2007—2010 гг. главный санитарный врач Министерства обороны Российской Федерации.
С 2011 г. заместитель директора по научной работе Научно-исследовательского института дезинфектологии Федеральной службы по надзору в сфере защиты прав потребителей и благополучия человека.
С 2018 г. директор Центрального научно-исследовательского института эпидемиологии Федеральной службы по надзору в сфере защиты прав потребителей и благополучия человека.
Заместитель главреда журнала «Эпидемиология и вакцинопрофилактика».
Член редколлегии журнала «Санитарный врач».
Заместитель председателя Всероссийского научно-практического общества микробиологов, эпидемиологов и паразитологов.
Член правлений Национального научного общества инфекционистов и Некоммерческого партнёрства «Национальная ассоциация специалистов по контролю инфекций, связанных с оказанием медицинской помощи» (НП «НАСКИ»).
Является экспертом ВОЗ.
Секретарь Экспертного совета по медико-профилактическим наукам Высшей аттестационной комиссии при Министерстве образования и науки Российской Федерации.
Член диссертационного совета Д 208.114.01 ЦНИИ эпидемиологии.
В 1995 г. защитил кандидатскую диссертацию, в 1999 г. — докторскую.
Под его началом защищены 4 докторские и 17 кандидатских диссертаций.
Награждён орденом Почёта (2006), а также медалями и почётными грамотами. Имеет благодарности от Министра обороны Российской Федерации, Министра здравоохранения и социального развития Российской Федерации, Главного государственного санитарного врача Российской Федерации, Российской академии медицинских наук, министерств и департаментов здравоохранения регионов и субъектов Российской Федерации.
Лауреат Национальной премии лучшим врачам России «Призвание» в номинации «За вклад в развитие медицины, внесённый представителями фундаментальной науки и немедицинских профессий» (2011).
Автор более 600 опубликованных научных работ, в том числе 6 монографий, 7 руководств, 2 книг, более 40 методических пособий, указаний и рекомендаций, санитарно-эпидемиологических правил, 2 патентов Российской Федерации на изобретение.